# Playa del Moro
La playa del Moro (praya del Mouro en eonaviego) está situada en el concejo asturiano de Navia, España.
También la llaman playa de «Peñafurada» y es una prolongación de la Playa de Navia, de la cual se separa tan solo durante la pleamar, por lo que se puede acceder a ella desde la de Navia en la bajamar. Forma parte de la Costa Occidental de Asturias y pese a no estar enmarcada en la zona conocida como Paisaje Protegido de la Costa Occidental de Asturias, presenta catalogación como ZEPA y LIC.

## Descripción
Tiene forma rectilínea, una longitud de unos cien metros y una anchura media de unos 25 metros. Está situada en un entorno urbano y su peligrosidad es media y a pesar de ello tiene muy poca asistencia de visitantes y bañistas, aunque es cierto que no posee ningún tipo de servicio. Su lecho está compuesto de una arena oscura y gruesa cuyos contenidos son sílice y pizarra. La playa está rodeada por acantilado y para acceder a ella hay que seguir el camino que desciende desde el mirador, situado entre esta playa y la de Navia por lo que es el camino más utilizado para acceder a esta playa.
Tiene muchos menos visitantes que la de Navia como ya se indicó pero resulta de gran interés comenzar en este lugar la «senda costera» hacia el este. Tiene aparcamiento así como zona de juegos recreativos y una fuente de agua dulce. La actividad óptima es el surf para lo que tiene «Categoría 2». También hay que advertir que es una playa naturista. Otras actividades recomendadas son la pesca submarina y la recreativa.